# Gliese 777 Ab
Gliese 777 Ab, aussi connue comme HD 190360 b (formellement HD 190360 Ab), est une exoplanète située à approximativement 52 années-lumière dans la constellation du Cygne, en orbite autour de l'étoile Gliese 777 A, et découverte en 2002. Elle est au moins un tiers plus massive que Jupiter, à une distance comparable de son étoile mais avec une bien plus grande excentricité orbitale.

## Désignation
HD 190360 b a été sélectionnée par l'Union astronomique internationale (IAU) pour la procédure NameExoWorlds, consultation publique préalable au choix de la désignation définitive de 305 exoplanètes découvertes avant le 31 décembre 2008 et réparties entre 260 systèmes planétaires hébergeant d'une à cinq planètes. La procédure, débutée en juillet 2014 s'est achevée en août 2015 par l'annonce des résultats lors d'une cérémonie publique, dans le cadre de la XIXe Assemblée générale de l'IAU tenue à Honolulu (Hawaï).